# Loop Ash
Loop Ash (ループアッシュ Rūpu Asshu) ist ein japanisches, unabhängiges Plattenlabel für Visual-Kei-Bands, geleitet von Michiru. Michiru war auch Bassist bei mehreren Bands, wie z. B. L’yse:nore, Aioria, S to M und Mask. Loop Ash ist dafür bekannt, das Plattenlabel der populären Oshare-Kei-Band An Cafe zu sein. Loop Ash hat auch Lolita23q unter Vertrag.

## Bands
- Antic Cafe
- -Oz-
- Mello
- v-NEU (ex-Heart)
- Lolita23q (Shoujo Lolita23q)
- MoNoLith
- Zip.er
- ALiBi